# Reportajes RCN
Reportajes RCN es un programa de televisión del canal RCN Televisión Que Cada historia busca prevenir o alertar a la audiencia, dejando en evidencia delitos de los que cualquier persona puede ser víctima, y además, mostrar algunas de las problemáticas del país contadas bajo el formato de reportaje.   
y es transmitido los festivos a las 8:00 pm.

## Equipo periodístico
- José Manuel Acevedo - presentador y director
- Silvia Maria Hoyos - Periodista
- Nancy Velasco - Periodista
- Alejandro Callejas - Periodista